# آی‌سی ۱۸۳۸

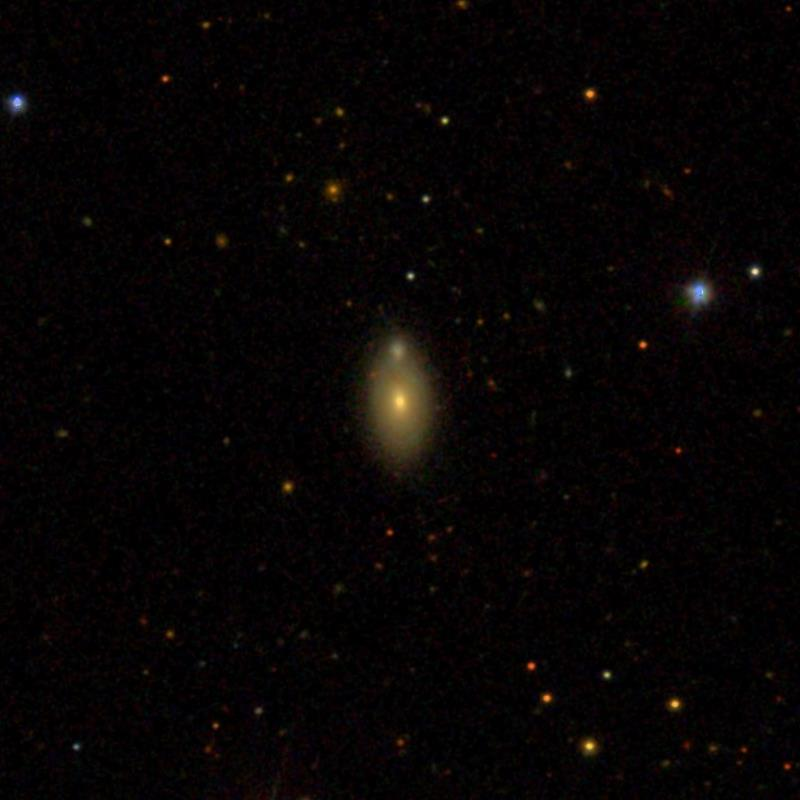
نمایی از کهکشان مارپیچی «آی‌سی ۱۸۳۸»

آی‌سی ۱۸۳۸ (انگلیسی: IC 1838) یک کهکشان مارپیچی است که در صورت فلکی گاو واقع شده است. فاصله این کهکشان از زمین، ۵۴٬۴۲ میلیون سال نوری بوده و دارای قطری به اندازه ۱۳٬۰۴۶٫۵ سال نوری و ضخامتی ۱٬۳۰۴٫۷ سال نوری است.